# مورتال کامبت: نیرنگ
مورتال کامبت: نیرنگ یک بازی مبارزه ای است که در سال 2004 توسط Midway ساخته و منتشر شده است. این ششمین قسمت اصلی مجموعه مورتال کامبت و دنباله ای بر مورتال کمبت: اتحاد مرگبار محصول 2002 است. این بازی برای پلی استیشن 2 و ایکس باکس در اکتبر 2004، برای GameCube در مارس 2005 منتشر شد و بعداً برای PlayStation Portable تحت عنوان Mortal Kombat: Unchained در نوامبر 2006 منتشر شد. Mortal Kombat: Deception خط داستانی قسمت پنجم، Deadly Alliance را دنبال می کند. داستان آن بر احیای پادشاه اژدها اوناگا متمرکز است، که پس از شکست دادن جادوگران کوان چی و شانگ سونگ، آنتاگونیست‌های اصلی بازی قبلی، و تاندر خدا رایدن، مدافع زمین‌ریدن، تلاش می‌کند تا قلمروهای برجسته‌شده در این سری را تسخیر کند. جنگجویان بازمانده از عناوین قبلی برای مقابله با Onaga به نیروهای خود می پیوندند.
بیست و شش شخصیت برای بازی در این بازی در دسترس هستند که 9 شخصیت برای اولین بار در این سری ظاهر شدند. فریب شامل چندین ویژگی جدید در این سری است، مانند بازی های شطرنج و پازل با شخصیت های MK و حالت آنلاین. حالت Konquest از Deadly Alliance باز می گردد، اما زندگی شوجینکو، جنگجویی را دنبال می کند که توسط Onaga فریب می خورد تا به دنبال مصنوعاتی بگردد تا به اوناگا قدرت بیشتری بدهد. حالت Konquest Deception تفاوت زیادی با حالت Konquest Mode of Deadly Alliance دارد، با این حال، به جای برج کمبت اتحاد مرگبار، عناصری از کاوش جهان باز در بین پیشرفت داستان را شامل می شود.
یکی از خالقان سری، Ed Boon، Deception را به عنوان یک بازی مبارزه ای غیرقابل پیش بینی طراحی کرد و ویژگی های جدیدی مانند مینی گیم ها را به عنوان سورپرایز در نظر گرفت. چندین بخش از Deadly Alliance مانند کمبوها و عرصه‌ها برای واقعی‌تر و تعاملی‌تر بودن دوباره طراحی شدند. فریب با استقبال خوبی از سوی بازبینان بازی های ویدیویی مواجه شده است که مبارزات و ویژگی های جدید را تحسین می کنند. با این حال، حالت Konquest به دلیل صداگذاری ضعیف مورد انتقاد قرار گرفت. چندین نشریه Deception را بهترین بازی مبارزه ای سال 2004 نامیده اند.

## گیم پلی
عرصه‌های بازی شبیه به بازی‌های Mortal Kombat: Deadly Alliance هستند، اما دارای ویژگی‌های جدیدی هستند. برخی دارای سلاح هایی هستند که ممکن است برداشته شوند و استفاده شوند. برخی دیگر در حال انشعاب هستند، به این معنی که می توانید حریف را در مکان های خاصی از منطقه مبارزه بیرون بیاورید و سپس مبارزه را در منطقه جدید ادامه دهید. اکنون اکثر سطوح دارای تله‌های مرگ هستند که فوراً هر بازیکنی را که در آنها کوبیده می‌شود می‌کشند. این بازی همچنین «Combo Breaker» را معرفی می‌کند، سیستمی که به بازیکنان اجازه می‌دهد تا سه بار در هر مسابقه، کمبوها را قطع کنند. برخلاف Deadly Alliance که در آن شخصیت‌ها فقط یک Fatality داشتند، شخصیت‌های Deception دارای دو Fatality و یک حرکت خودکشی هاراکیری هستند. مورد دوم زمانی استفاده می شود که عبارت "Finish Him/Her" روی صفحه نمایش داده می شود و بازیکن در شرف شکست است.
Deception دو مینی بازی را معرفی می کند که از شخصیت های MK استفاده می کنند، "Chess Kombat" و "Puzzle Kombat". حالت Konquest بازگشته است، اما به یک بازی ماجراجویی رومینگ با طرح خاص خود گسترش یافته است.
«Krypt» از Mortal Kombat: Deadly Alliance بازمی‌گردد و به عنوان رابطی برای دسترسی به محتوای اضافی پنهان شده در «تابوت‌ها» (تابوت‌های واقعی با املای اشتباه علامت تجاری سری نام‌گذاری شده‌اند) عمل می‌کند. در فریب، اندازه کریپت از 676 تابوت به 400 تابوت کاهش یافت. برخی از تابوت ها همچنین دارای قفل هایی هستند که به کلیدهایی نیاز دارند که فقط در حالت Konquest یافت می شوند. The Krypt در Mortal Kombat: Deception شامل دوازده شخصیت جایزه (که در نسخه GameCube به شش کاراکتر کاهش یافت).

### مود کونکوئست
حالت آموزشی به سبک بازی نقش‌آفرینی Deadly Alliance - به نام "تسخیر" - در Deception بازمی‌گردد و نسبت به نسخه قبلی بسیار گسترش یافته است. قبل از رویدادهای بازی اصلی، حالت Deception's Konquest تاریخچه شوجینکو را بررسی می کند، که قبل از تمرین او با Bo' Rai Cho شروع می شود و با شروع داستان اصلی Deception پایان می یابد. در حالی که بیشتر یک بازی ماجراجویی است، عناصر جنگی در حالت مبارزه معمولی Deception رخ می دهند. تسلط بر حرکات هر شخصیت اکنون ماموریت های کوچکی است و برای شکست دادن حالت بازی لازم نیست همه آنها را شکست دهید. در Konquest، یک شوجینکو جوان با داماشی ملاقات می‌کند، موجودی که از او برای جمع‌آوری شش آیتم قدرتمند، کامیدوگو، درخواست کمک می‌کند تا برای خدایان بزرگ بفرستد. در زمانی که او شش کامیدوگو را جمع آوری می کند، شوجینکو یک پیرمرد است که چهل و شش سال را در مأموریت خود سپری کرده است. با این حال، سپس مشخص شد که داماشی پادشاه اژدهای شیطانی اوناگا است که شوجینکو را فریب داد تا شش کامیدوگو را بدست آورد. بازیکنانی که به دنبال باز کردن بیشتر محتوای پاداش در Deception هستند، باید از طریق حالت Konquest بازی کنند. حتی پس از تکمیل حالت، بازیکنان می‌توانند به کاوش در دنیا برای باز کردن موارد اضافی ادامه دهند.

### شطرنج کمبت
«شطرنج کمبت» یک مینی بازی شبیه به شطرنج کلاسیک است. هر نوع قطعه با شخصیتی که بازیکن انتخاب می کند نشان داده می شود. مانند شطرنج معمولی، کمیت و حرکت هر مهره بر اساس رتبه آنها تعیین می شود. بازی تنها زمانی می تواند پایان یابد که یکی از بازیکنان "قهرمان" تیم دیگر (یا شاه در شطرنج سنتی) را بگیرد. بزرگترین تفاوت این است که تمام تلاش ها برای گرفتن یک مربع به معنای واقعی کلمه مورد مناقشه قرار می گیرند. بازیکنان در یک دور نبرد شرکت می کنند و برنده میدان را می گیرد.
در این مینی بازی می توان از تمام شخصیت های قفل نشده استفاده کرد. سلامت و قدرت تهاجمی مهره ها در موقعیت های رزمی بر اساس رتبه آنها تعیین می شود. دو مربع تعیین شده وجود دارد که توانایی های کل تیم را در هنگام اشغال افزایش می دهد. هر دو تیم می توانند به طور مجزا یک مربع را به تله مرگ تبدیل کنند، که فوراً هر قطعه حریفی را که روی آن قدم بگذارد می کشد. هر دو تیم دو "جادوگر" دارند که می توانند به جای حرکت، طلسم کنند. این طلسم ها می توانند شخصیت های با رتبه پایین تر را احیا کنند، حرکت دهند یا بکشند. هر طلسم فقط یک بار قابل استفاده است.

### پازل کمبت
"Puzzle Kombat" یک بازی پازلی شبیه به Super Puzzle Fighter II Turbo است. این دارای نسخه های فوق العاده تغییر شکل یافته شخصیت های MK است که به محض اینکه بازیکن در بازی مزیت پیدا کند به یکدیگر حمله می کنند. بازیکنان برای برنده شدن باید دو دور برنده شوند. بازی تک نفره دارای فرمت نردبانی مانند حالت Arcade بود.
بازیکنان بر شبکه ای نظارت می کنند که دائماً با بلوک ها پر می شود. بلوک ها به صورت جفت می افتند و بازیکن می تواند آنها را بچرخاند و جابه جا کند تا زمانی که فرود بیایند. اگر بلوک ها به بالای شبکه خود برسند، بازیکن بازنده است. اگر یک لوگوی رنگی بلوکی از همان رنگ را لمس کند، تمام بلوک‌های متصل همرنگ ناپدید می‌شوند. بمب‌ها تمام بلوک‌های همرنگ بلوک‌هایی را که لمس می‌کنند حذف می‌کنند. حذف بلوک ها باعث می شود که همان تعداد به شبکه حریف اضافه شود، اما رنگ آنها متفاوت خواهد بود.
12 کاراکتر قابل بازی وجود دارد که هر کدام دارای یک حرکت خاص منحصر به فرد هستند که می توان از آنها در پر شدن متر "ویژه" استفاده کرد. آنها یا به بازیکن برتری می دهند، یا مانع حریف می شوند. "Blade" Baraka تمام بلوک های لبه های شبکه خود را حذف می کند. "نامرئی" کنشی به طور خلاصه همه بلوک‌های شبکه حریف را نامرئی می‌کند و تطبیق را بسیار سخت‌تر می‌کند.

## طرح

### تنظیم
صحنه بلافاصله پس از وقایع Mortal Kombat: Deadly Alliance شروع می شود. اتحاد مرگبار (شانگ سونگ و کوان چی) در طرح خود موفق بودند. جنگجویان Raiden، که قرار بود از شش جهان خیالی (به نام "قلمرو") محافظت کنند، در طول مسابقات خود کشته شدند. این به عنوان حواس پرتی عالی برای شکست دادن دشمنان آنها عمل می کرد در حالی که آنها به طور همزمان روح کافی برای احیای ارتش شکست ناپذیر را می گرفتند. رایدن به عنوان یک بازمانده مجرد تلاش می کند تا با هر دو جادوگر مبارزه کند اما در نهایت شکست می خورد. اتحاد مرگبار به سرعت منحل می شود زیرا دو جادوگر برای طلسم Shinnok که به آنها اجازه می دهد ارتش را کنترل کنند به یکدیگر حمله می کنند. کوان چی زمانی برای لذت بردن از پیروزی خود ندارد قبل از اینکه ببیند پادشاه اژدها اوناگا، امپراتور سابق قلمرو Outworld نیز زنده شده است. کوان چی، شانگ سونگ و رایدن به نیروها می پیوندند تا اوناگا را متوقف کنند، اگرچه رایدن در نهایت تمام قدرت های خود را در یک انفجار مهیب آزاد می کند که به غیر از نابود کردن اعضای Deadly Alliance، کاخ اطراف و خودش، تأثیر کمی بر اوناگا دارد.
اوناگا در حال حاضر به دنبال استفاده از شش مصنوع به نام Kamidogu (به معنای واقعی کلمه "ابزار خدا" یا "گل الهی") است که قادر به نابودی قلمروها هستند. آن دسته از مبارزانی که از نبرد علیه اتحاد مرگبار جان سالم به در می برند، اکنون در مقابل اوناگا و حامیانش ایستاده اند. این دومی شامل نیروهای ادنیا می شود که اکنون توسط میلینا در موضوع اصلی فریب رهبری می شود و در نقش خواهرش، پرنسس کیتانا، ظاهر می شود. از دیگر دشمنان می توان به مدافعان سابق از قلمروها اشاره کرد که توسط Onaga احیا شده و تحت کنترل او هستند.

### کونکوئست
مرد جوانی به نام شوجینکو فریب خورده و تمام عمر خود را صرف جمع آوری کامیدوگو برای اوناگا می کند، کسی که از ظاهر فرستاده خدایان بزرگ، موجوداتی که قلمروها را خلق کرده اند، به نام داماشی استفاده می کند. بعد از اینکه شوجینکو همه کامیدوگوها را جمع کرد، اوناگا هویت و مقاصد خود را آشکار می کند. شوجینکو، که به این باور رسیده بود که برای منافع بزرگتر کار می کند، تصمیم می گیرد برای شکست دادن اوناگا به تمرین ادامه دهد.

## کاراکترها
در مجموع 26 کاراکتر در بازی ظاهر می شوند که هفده کاراکتر بازگشته و 9 کاراکتر برای اولین بار در این بازی حضور دارند. فقط یک شخصیت (رئیس اوناگا) غیرقابل بازی است.
شخصیت های جدید:
اشرا - یک شیطان Netherrealm که در جستجوی رستگاری و آزادی خود از قلمرو از طریق کشتن شیاطین با شمشیر جادویی است.
دایرو – یک پاسدار سرافکنده سیدان تبدیل به مزدور شد که توسط داریو قرارداد می‌بندد تا هوتارو برتر سابق خود را ترور کند.
داریوس - رهبر مقاومت سیدان، جنبشی که با رژیم سرکوبگر قلمرو نظم مبارزه می کند.
هاویک - روحانی Chaosrealm و رقیب اصلی هوتارو که می خواهد شائو کان را احیا کند و سلطنت هرج و مرج را بر دنیای بیرون تضمین کند.
هوتارو - رهبر گارد سیدان که خدمات خود را به اوناگا به امید برقراری اجبار نظم در دنیای بیرون زده جنگ زده تعهد می کند.
کیرا - یک فروشنده سابق اسلحه که در سازمان اصلاح شده اژدهای سیاه کابال استخدام شده است.
کبری - هنرمند رزمی تبدیل به قاتل شد که همراه با کیرا در سازمان اصلاح شده اژدهای سیاه کابال استخدام می شود.
Onaga - پادشاه اژدها و امپراتور سابق Outworld که به دنبال بازپس گیری حکومت مسلط خود در قلمرو است. او به عنوان رئیس نهایی بازی عمل می کند.
شوجینکو - یک جنگجوی مسن که در جوانی توسط اوناگا فریب خورد. او شخصیت اصلی حالت آموزش بازی ("تسخیر") است.
شخصیت های بازگشتی:
باراکا - عضوی از نژاد جنگجوی وحشی تارکاتان که به Outworld حمله می کند تا حواس مخالف اوناگا را منحرف کند. او علاوه بر این، میلینا را از زندان آزاد می کند و او را قادر می سازد تا هویت کیتانای برده شده را به دست آورد.
بو رای چو - دنیای بیرونی که لی می را از چنگال اتحاد مرگبار (شانگ سونگ و کوان چی) نجات می دهد.
Ermac - ترکیبی از روح‌هایی که توسط کنشی از کنترل شائو کان رها شده‌اند و به روح لیو کانگ در نجات قهرمانان کشته‌شده Earthrealm که توسط Onaga احیا شده و به بردگی گرفته شده‌اند کمک می‌کند.
جید - جنگجوی ادنیایی و متحد دیرینه کیتانا که به ملکه سیندل می پیوندد تا شاهزاده خانم را که تحت نفوذ اوناگا قرار دارد و به عنوان محافظ او خدمت می کند آزاد کند.
کابال - رهبر اژدهای سیاه توسط هاویک از نزدیک به مرگ نجات یافت. او به دستور روحانی سندیکای جنایی را با اعضای جدید اصلاح می کند.
کنشی - شمشیرزن کوری که به نیروهای ساب زیرو می پیوندد تا نقشه های هوتارو و اوناگا را خنثی کند.
لی می - بومی دنیای بیرون که توسط بو رای چو از اتحاد مرگبار نجات می یابد.
لیو کانگ - قهرمان فقید مورتال کمبت که روحش ارمک را برای آزادی جنگجویان زمینی به بردگی دعوت می کند، اما جسد او برای اهداف شیطانی نبش قبر شده و دوباره زنده شده است.
میلینا – کلون شیطانی کیتانا که خود را به عنوان شاهزاده خانم زندانی نشان می دهد و نیروهای نظامی ادنیا را گمراه می کند تا برای اوناگا زمان بخرد تا اهدافش را اجرا کند.
Nightwolf - شمن بومی آمریکایی که به میل خود را با گناهان قبیله خود فاسد می کند تا بتواند به Netherrealm نفوذ کند و Onaga را شکست دهد.
Noob Saibot - عضو سابق اخوان سایه که سایبورگ غیرفعال اسموک را به عنوان خدمتکار دوباره فعال می کند. او به عنوان رئیس فرعی بازی با اسموک ("Noob-Smoke") خدمت می کند.
Raiden - خدای تندر و محافظ زمین که قبلاً خود را در تلاشی بیهوده برای از بین بردن اوناگا قربانی کرده بود. او از آن زمان بر روی زمین اصلاح شده است و از رستاخیز (ناخواسته) شاه اژدها توسط شوجینکو خشمگین است.
Scorpion - شبحی که از زندان Netherrealm خود می گریزد و به خدایان بزرگ خدمت می کند تا از ادغام قلمرو Onaga جلوگیری کند.
سیندل - ملکه ادنیا که با جید متحد می شود تا پرنسس کیتانا را از کنترل اوناگا آزاد کند.
اسموک - سایبورگ Lin Kuei غیرفعال که احیا شده و برای خدمت به Noob Saibot دوباره برنامه ریزی شده است. او رئیس فرعی بازی با Noob Saibot ("Noob-Smoke") است.
Sub-Zero - رهبر قبیله Lin Kuei که در حین دفن بقایای تحت الحمایه خود فراست در داخل یک معبد باستانی از میراث کریومانسر خود مطلع می شود. او علاوه بر این با کنشی تیم می‌کند تا دسیسه‌های هوتارو و اوناگا را متوقف کند.
تانیا - خائن ادنیایی که در مأموریت خود برای تسخیر قلمروها با اوناگا وفاداری می‌کند.
نسخه GameCube شامل دو شخصیت قابل بازی اضافی، گورو و شائو کان است که هر دو در سکانس آغازین Deadly Alliance کشته شدند.
نسخه قابل حمل پلی‌استیشن 2006، Mortal Kombat: Unchained، شامل گورو و کان به همراه بازگشت‌کنندگان Deadly Alliance، Blaze، Frost، Jax و Kitana می‌شود.
تعدادی از شخصیت‌های بازگشته دوباره طراحی شده‌اند و به آنها حرکات جدیدی داده شده است، مانند لیو کانگ که دوباره به عنوان یک زامبی ظاهر می‌شود. بازطراحی کاراکترها عموماً به خوبی پذیرفته شد، یعنی در مورد Sub-Zero. ساب زیرو که بار دیگر به‌جای نمایش یک هفت‌سالگی در Deadly Alliance، جوان‌تر به نظر می‌رسد، مجموعه‌ای از زره‌های "استاد بزرگ" را به نمایش می‌گذارد که اغلب به Shredder از مجموعه Teenage Mutant Ninja Turtles تشبیه می‌شد. Scorpion دوباره طراحی شد تا شبیه یک ظاهر کلاسیک نینجا باشد، در حالی که شخصیت‌هایی مانند Ermac تغییرات قابل توجهی را از نینجاهای استاندارد تعویض پالت دریافت کردند و ظاهری جادوگرانه‌تر را ارائه کردند.

## توسعه
اد بون، یکی از خالقان Mortal Kombat، می‌خواست که Deception یک بازی مبارزه‌ای غیرقابل پیش‌بینی باشد که به بازیکنان ویژگی‌های جدیدی بدهد که «آنها هرگز نمی‌توانستند تصور کنند». برای انجام این کار، کارکنان Midway به طرفداران روی تابلوی اعلانات گوش دادند تا بدانند روی چه چیزی برای فریب کار کنند، مانند شخصیت‌های قابل پخش. آنها که می‌خواستند طرفداران را غافلگیر کنند و بازی را عمیق‌تر کنند، بازی‌های کوچک پازل و شطرنج را اضافه کردند (مینی بازی شطرنج ابتدا برای Deadly Alliance در نظر گرفته شده بود، اما توسعه‌دهندگان برای اجرای آن وقت کافی نداشتند). Boon و John Podlasek سرپرستی کارکنان را بر عهده داشتند که به تیم‌هایی تقسیم شدند تا در بخش‌های مختلف بازی کار کنند. یکی از دغدغه‌های آن‌ها حفظ حس سنتی سری MK بود، زیرا می‌خواستند خشونت بازی آن را به‌جای «شبیه‌ساز مبارزه» تبدیل به یک بازی مبارزه‌ای واقعی‌تر کند.